# ZOMBIE MORNING e.p.
『ZOMBIE MORNING e.p.』（ゾンビ モーニング イーピー）は、日本の女性アーティストSakuの2ndミニアルバムである。

## 解説
Sakuの2枚目のアルバムである。今作は第1曲目「ZOMBIE MORNING」はNACK5、2014年7月度前期POWER PLAYされている。他にtvkのPPVの2014年8月期にOAされている。3曲目の「ジェニーはご機嫌ななめ」はジューシィ・フルーツの同曲のカバーである。参加アーティストは、野村陽一郎、カジヒデキ、堀江博久、吉田仁、Sora Ueno。
CDジャケットは、ゾンビにギターからビームをしている女性というポップなイラストを採用している。

## 収録曲
1. ZOMBIE MORNING
  - 作詞：Saku、Sora Ueno。作曲：野村陽一郎
2. 走る少女
  - 作詞：Keito Sasaki。作曲：Saku
3. ジェニーはご機嫌ななめ
  - 作詞沖山優司。作曲近田春夫。編曲Juicy Fruits
4. 1st Q&A 
  - 作詞：Saku、Sora Ueno。作曲：Saku